# NGC 2861
NGC 2861 је спирална галаксија у сазвежђу Хидра која се налази на NGC листи објеката дубоког неба.
Деклинација објекта је + 2° 8' 10" а ректасцензија 9h 23m 36,5s. Привидна величина (магнитуда) објекта NGC 2861 износи 13,0 а фотографска магнитуда 13,8. NGC 2861 је још познат и под ознакама UGC 4999, MCG 0-24-10, CGCG 6-38, IRAS 09210+0220, PGC 26607.